# Contee delle Hawaii

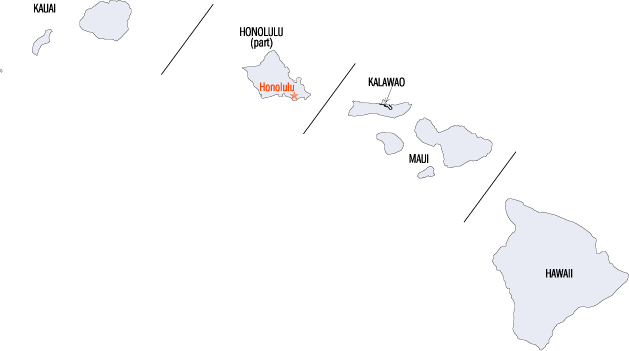
Contee delle Hawaii

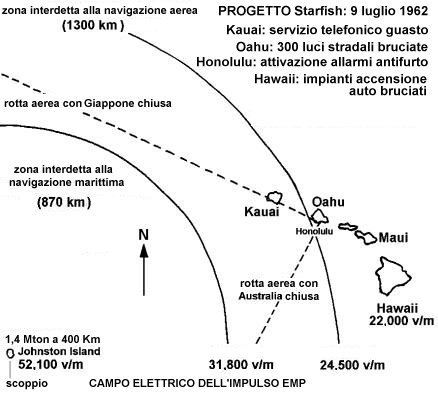

Questa è una lista delle cinque contee hawaiane. Le contee in Hawaii sono gli organi di governo legalmente costituite di livello inferiore a quella dello stato. Nessun livello formale del governo (come i governi della città) esiste inferiore a quello della contea alle Hawaii.

## Funzioni
A differenza degli altri 49 stati, Hawaii non delega la responsabilità educativa per i consigli scolastici locali; l'istruzione pubblica viene effettuata dalla Hawaii State Department of Education.
Le contee hawaiane raccolgono le tasse di proprietà e canoni di utenza al fine di sostenere la manutenzione stradale, attività della comunità, parchi, la raccolta dei rifiuti, la polizia (le forze di polizia statali, l'Hawaii Department of Public Safety, è di portata limitata), i servizi di ambulanza e antincendio.

## Storia
Le contee dello Stato federato delle Hawaii furono create nel 1905, sette anni dopo l'annessione della Repubblica delle Hawaii e cinque dopo la sua trasformazione in territorio incorporato organizzato. La contea di Kalawao è stata storicamente utilizzata esclusivamente come un lebbrosario.

## Lista
| Nome     | Codice FIPS | Capoluogo di contea | Data di fondazione | Etimologia | Popolazione | Superficie (km²) | Isole                                                                        | Mappa |
| -------- | ----------- | ------------------- | ------------------ | --- | ----------- | ---------------- | ---------------------------------------------------------------------------- | ----- |
| Hawai’i  | 001         | Hilo                | 1905               | L'isola di Hawaii, la quale la contea coincide; il nome deriva da Hawaiiloa, un leggendario navigatore polinesiano.           | 185.079     | 10.432 km²       | Hawaii                                                                       |       |
| Honolulu | 003         | Honolulu            | 1905               | "Baia riparata" o "luogo di rifugio" in lingua hawaiana. Prende il nome Honolulu, la capitale e città più grande dello stato. | 953.207     | 1.546 km²        | Oʻahu e le Hawaii nordoccidentali (tranne Midway)                            |       |
| Kalawao  | 005         |                     | 1905               | Il villaggio di Kalawao sull'isola di Molokaʻi.                                                                               | 90          | 13 km²           | La penisola Kalaupapa su Molokai                                             |       |
| Kaua’i   | 007         | Lihue               | 1905               | Kauaʻi, la più grande delle isole della contea; nome forse derivato dal Kaua'i, il figlio maggiore di Hawai'iloa.             | 67.091      | 1.611 km²        | Kauaʻi, Niʻihau, Lehua e Kaʻula                                              |       |
| Maui     | 009         | Wailuku*            | 1905               | Maui, la più grande delle isole della contea; prende il nome Māui, un semidio della mitologia nativa.                         | 154.834     | 2.901 km²        | Maui, Kahoʻolawe, Lānaʻi, Molokai (tranne la penisola Kalaupapa), e Molokini |       |